# Pietro Gandolfi
Pietro Gandolfi, född 21 april 1987 i Parma, är en italiensk racerförare.

## Racingkarriär
| År                                               | Klass/Mästerskap                         | Team              | Bil                     | Totalt/poäng   | Bästa placering        |
| ------------------------------------------------ | ---------------------------------------- | ----------------- | ----------------------- | -------------- | ---------------------- |
| 2005                                             | Formula Renault 2.0 Italia Winter Series | AP Motorsport     | Tatuus FR2000 (Renault) | -/0p           | Två tjugoförstaplatser |
| 2006                                             | Formula Renault 2.0 Italia               | BVM Minardi       | Tatuus FR2000 (Renault) | -/0p           | 23:a på Monza (Race 1) |
| 2007                                             | LO Formula Renault 2.0 Suisse            | Emmebi Motorsport | Tatuus FR2000 (Renault) | 21:a/12p       | 11:a på Most (Race 2)  |
| 2008                                             | LO Formula Renault 2.0 Suisse            | Emmebi Motorsport | Tatuus FR2000 (Renault) | 26:a/6p        | 12:a på Most (Race 2)  |
| 2009                                             | FIA Formula Two Championship             | MotorSport Vision | Williams JPH1 F2 (Audi) | -/0p           | 14:e på Spa (Race 1)   |
| 2010                                             | Campionato Italiano Prototipi            | Avelon Formula    | ?                       | ?              | ?                      |
| 2011                                             | Campionato Italiano Prototipi            | Avelon Formula    | Ligier JS51             | säsongen pågår | säsongen pågår         |
| Senast uppdaterad: 2011-04-25 (5009 dagar sedan) |                                          |                   |                         |                |                        |